# Strmec pri Leskovcu
Strmec pri Leskovcu – wieś w Słowenii, w gminie Videm. W 2018 roku liczyła 72 mieszkańców.